# Grote Prijs van de Etruskische Kust
De GP van de Etruskische Kust (Italiaans: GP Costa degli Etruschi) was een Italiaanse wielerwedstrijd langs de Etruskische kust die van 1996 tot en met 2017 werd verreden. De Italiaan Alessandro Petacchi won de edities van 2005, 2006, 2007, 2009 en 2010.
De editie van 2018 werd niet verreden.

## Ereplaatsen
| Jaar | Winnaar             | Tweede             | Derde              |
| ---- | ------------------- | ------------------ | ------------------ |
| 1996 | Fabrizio Guidi      | Biagio Conte       | Marco Di Renzo     |
| 1997 | Biagio Conte        | Fabio Baldato      | Fabrizio Guidi     |
| 1998 | Mario Cipollini     | Nicola Minali      | Léon van Bon       |
| 1999 | Endrio Leoni        | Mario Traversoni   | Massimo Strazzer   |
| 2000 | Mario Cipollini     | Endrio Leoni       | Mauro Zinetti      |
| 2001 | Fabio Sacchi        | Gabriele Balducci  | Volodymyr Doema    |
| 2002 | Joeri Metloesjenko  | Mario Manzoni      | Guido Trenti       |
| 2003 | Jaan Kirsipuu       | Fred Rodriguez     | Werner Riebenbauer |
| 2004 | Joeri Metloesjenko  | Andrus Aug         | Crescenzo D'Amore  |
| 2005 | Alessandro Petacchi | Luciano Pagliarini | Francesco Chicchi  |
| 2006 | Alessandro Petacchi | Daniele Bennati    | Danilo Napolitano  |
| 2007 | Alessandro Petacchi | Gabriele Balducci  | Daniele Bennati    |
| 2008 | Gabriele Balducci   | Francesco Chicchi  | Danilo Napolitano  |
| 2009 | Alessandro Petacchi | Jacopo Guarnieri   | Robert Hunter      |
| 2010 | Alessandro Petacchi | Alberto Loddo      | Fabio Sabatini     |
| 2011 | Elia Viviani        | Roberto Ferrari    | Elia Favilli       |
| 2012 | Elia Viviani        | Sacha Modolo       | Filippo Baggio     |
| 2013 | Michele Scarponi    | Diego Ulissi       | Filippo Pozzato    |
| 2014 | Simone Ponzi        | Mauro Finetto      | Andrea Pasqualon   |
| 2015 | Manuel Belletti     | Davide Vigano      | Niccolo Bonifazio  |
| 2016 | Grega Bole          | Francesco Gavazzi  | Diego Ulissi       |
| 2017 | Diego Ulissi        | Manuel Belletti    | Francesco Gavazzi  |
| 2018 | Niet verreden       | Niet verreden      | Niet verreden      |

### Meervoudige winnaars
| Zeges | Renner              | Land     | Jaren                        |
| ----- | ------------------- | -------- | ---------------------------- |
| 5     | Alessandro Petacchi | Italië   | 2005, 2006, 2007, 2009, 2010 |
| 2     | Mario Cipollini     | Italië   | 1998, 2000                   |
| 2     | Joeri Metloesjenko  | Oekraïne | 2002, 2004                   |
| 2     | Elia Viviani        | Italië   | 2011, 2012                   |

### Overwinningen per land
| Zeges | Land              |
| ----- | ----------------- |
| 18    | Italië            |
| 2     | Oekraïne          |
| 1     | Estland, Slovenië |

1997 · 1998 · 1999 · 2000 · 2001 · 2002 · 2003 · 2004 · 2005 · 2006 · 2007 · 2008 · 2009 · 2010 · 2011 · 2012 · 2013 · 2014 · 2015 · 2016 · 2017